# Gary Thomson
Gary Thomson (nascido em 4 de novembro de 1963) é um ex-ciclista irlandês que competiu no ciclismo nos Jogos Olímpicos de Verão de 1984, representando a Irlanda.